# Елань (озеро, Томская область)
Ела́нь — озеро в России, располагается на западе Верхнекетского района Томской области, к востоку от истока реки Дунаева.
Озеро имеет округлую форму, с мысом, выдающимся на северо-западе, берега слабо изрезаны. Площадь водной поверхности озера составляет 10 км². Длина насчитывает около 4,5 км, ширина — 2,9 км. Находится на высоте 142,2 м над уровнем моря в южной части Западно-Сибирской равнины. Острова отсутствуют. Со всех сторон окружено болотом (на западе — болото Еланное) с участками соснового леса.
Значительных притоков не имеет. На севере вытекает протока, впадающая в реку Малая Жигалова, приток реки Ёлтырева, относящейся к бассейну Кети. Ближайший населённый пункт — посёлок Лисица, расположенный в 99 км к юго-востоку.

## Данные водного реестра
По данным государственного водного реестра России относится к Верхнеобскому бассейновому округу, водохозяйственный участок — Кеть, речной подбассейн — Кеть. Речной бассейн — (Верхняя) Обь до впадения Иртыша.
Код водного объекта в государственном водном реестре — 13010600111115200001932.